# Débito direto autorizado
Débito Direto Autorizado (DDA) é um sistema no Brasil criado pela Febraban e bancos brasileiros associados que substitui a emissão de boletos de cobrança impressos pela cobrança eletrônica das obrigações. Foi implantado em 10 de outubro de 2009.

## História
Na década de 1990, foram criados os boletos de cobrança com código de barras. Com a implementação dos boletos, a cobrança pode ser realizada de forma eletrônica, sem necessidades de gerar mais documentos físicos (papéis) pela cobrança. As empresas, contudo, continuaram enviando as cobranças por meio impresso aos clientes.
Com a criação do DDA, a intenção é gerar menos documentos, o que reduz consideravelmente os custos dos bancos com o envio de correspondência para seus clientes. Ademais, o DDA contribui para o desenvolvimento sustentável, pois reduz os gastos com papel e tinta para impressão. O sistema permite que todas as cobranças sejam recebidas eletronicamente, por meio dos sistemas dos bancos. As transações se dão 100% de forma eletrônica, e os valores das transações são automaticamente creditados na conta corrente dos clientes credores.

## Manual DDA
- «Manual DDA» (PDF)